# Straalbloem

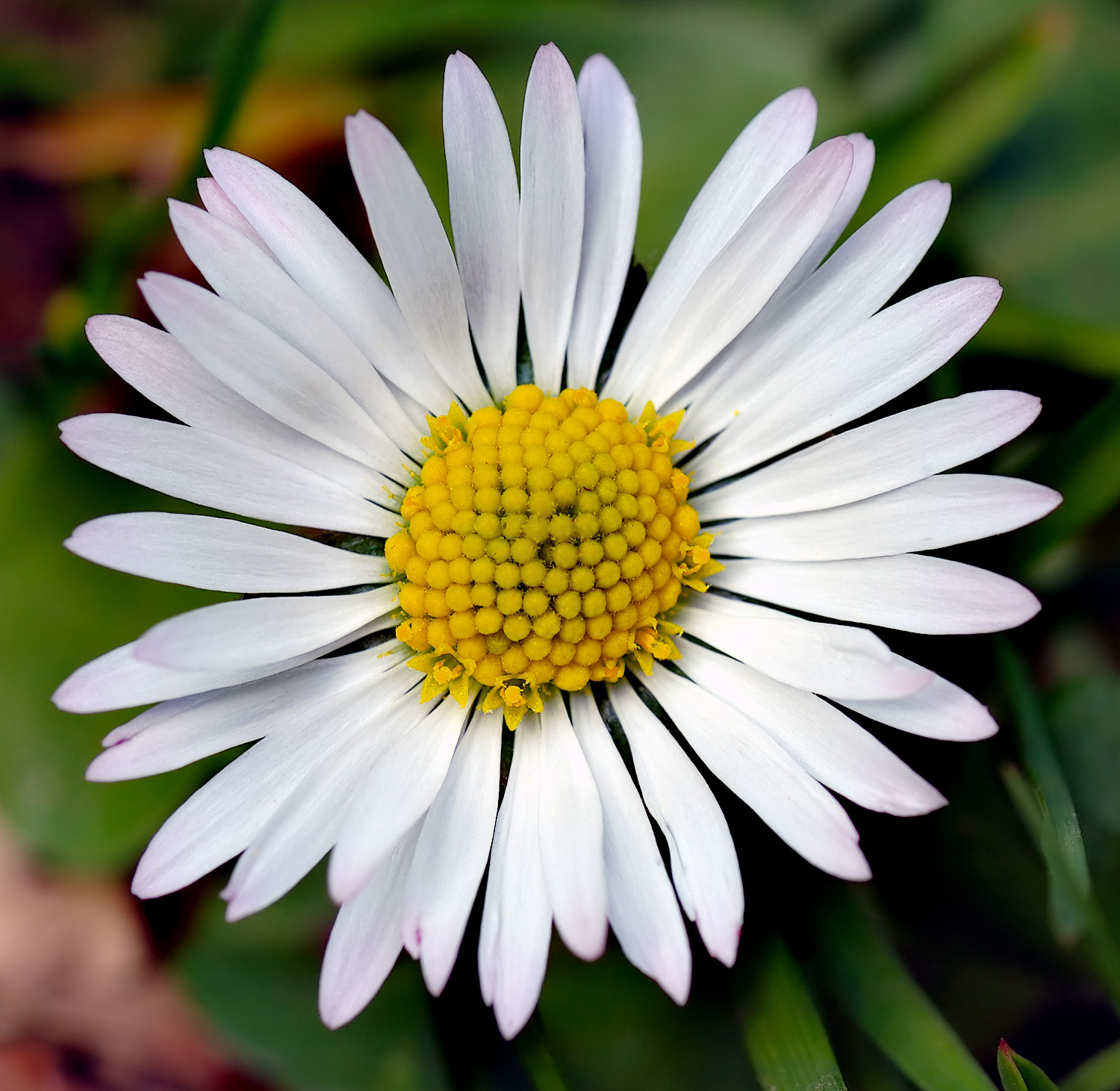
Madeliefje met een hart van buisbloemen en een rand van straalbloemen

Bij composieten met bloemhoofdje met een geel hart en een witte krans, zoals bij het madeliefje, bestaat die witte krans uit zogenaamde straalbloemen. Deze straalbloemen zijn gereduceerde lintbloemen, waarvan de bovenste rand van de bloemkroon uit drie in plaats van vijf tanden bestaat. De bloem is vaak alleen vrouwelijk of soms zelfs geslachtsloos. De straalbloemen kunnen ook andere kleuren hebben dan wit. Bij klein hoefblad zijn ze geel.